# Raymond de Poitiers
Pour les articles homonymes, voir Raymond.
Raymond de Poitiers, né vers 1115 à Toulouse, mort le 29 juin 1149, à la bataille d'Inab, prince d'Antioche de 1136 à 1149, est le second fils du duc Guillaume IX d'Aquitaine  et comte de Poitiers, et de sa femme Philippie de Toulouse.

## Biographie

### Premières années
Philippie de Toulouse a plus de quarante ans, en 1115, au moment de la naissance de son dernier fils, Raymond, né à Toulouse, au beau milieu de la liaison de Guillaume IX d'Aquitaine, avec la vicomtesse de Châtellerault, Dangereuse de L'Isle Bouchard,. A la mort de Philippie, le jeune Raymond n'a que quatre ans. Héritier de sa mère et du Toulousain, il est élevé dans le Château Narbonnais, la citadelle de Toulouse, sous la protection de Guillaume de Montmoreau, chevalier périgourdin. Après la mort de la comtesse une sédition s'organise, à l'instigation de l'évêque de Béziers, Arnaud de Lévézou. Les habitants de Carcassonne se révoltent. Guillaume d'Aquitaine n'intervient pas dans ces conflits et le jeune Raymond perd son héritage. Il est âgé de dix ans lors de la prise du Château-Narbonnais. Revenu en Aquitaine, il se refuse à rester à la cour de son père, à qui il reproche la perte du Toulousain. Dépourvu de terres depuis le décès de sa mère, Raymond quitte le Poitou autour de 1130. Il se rend en Angleterre à la cour d' Henri Ier Beauclerc (roi d'Angleterre), où il est armé chevalier par le roi. Il y demeure à son service et y connait le succès. Après la mort du roi, il est approché par un chevalier de l'Hôpital, Gérard Jébérron, envoyé par Foulques V, roi de Jérusalem, afin de lui proposer la principauté d'Antioche. Il gagne secrètement la principauté, au début de 1136, déguisé en marchand ,.

### Prince d'Antioche

La principauté d'Antioche et les États latins de la région en 1135.

Il épouse en 1136 Constance, âgée de 10 ans, fille et héritière de Bohémond II, prince d'Antioche et d'Alix de Jérusalem, et assure le gouvernement de la principauté après les régences de Baudouin II et de Foulque, rois de Jérusalem. Le mariage a l'approbation du patriarche d'Antioche, mais pas celui d'Alix de Jérusalem, à qui Raymond fait croire qu'il va l'épouser. Les premières années du règne commun de Raymond et de Constance sont occupées par des conflits avec l'empereur byzantin Jean II Comnène, qui cherche à récupérer la Cilicie et à réaffirmer ses droits sur Antioche. Raymond est obligé de lui prêter l'hommage lige et de s'engager à lui céder Antioche dès que Jean II et lui auraient conquis des terres plus à l'est. L'expédition de 1138, à laquelle prennent part Jean et Raymond, est un échec. Raymond est en effet peu pressé de conquérir un fief, ce qui signifierait de se départir d'Antioche. Jean retourne à Constantinople après avoir demandé en vain le retour de la citadelle d'Antioche.
Se produit ensuite une lutte entre Raymond et le patriarche, Raoul de Domfront. Raymond est gêné par l'hommage qu'il a dû prêter au patriarche en 1135, qui est membre de l'opposition et qui s'est fait élire de manière irrégulière. Raymond triomphe en 1139, faisant déposer le patriarche et le remplaçant par Aimery de Limoges. En 1142, Jean II Comnène revient à l'attaque, mais Raymond refuse de reconnaître sa précédente soumission, et Jean ravage les abords de la ville, incapable de lancer une autre action contre Raymond. Par la suite, Manuel Ier Comnène, successeur de Jean II, oblige Raymond à faire une visite humiliante à Constantinople où il doit renouveler son hommage et accepter la présence d'un patriarche grec.

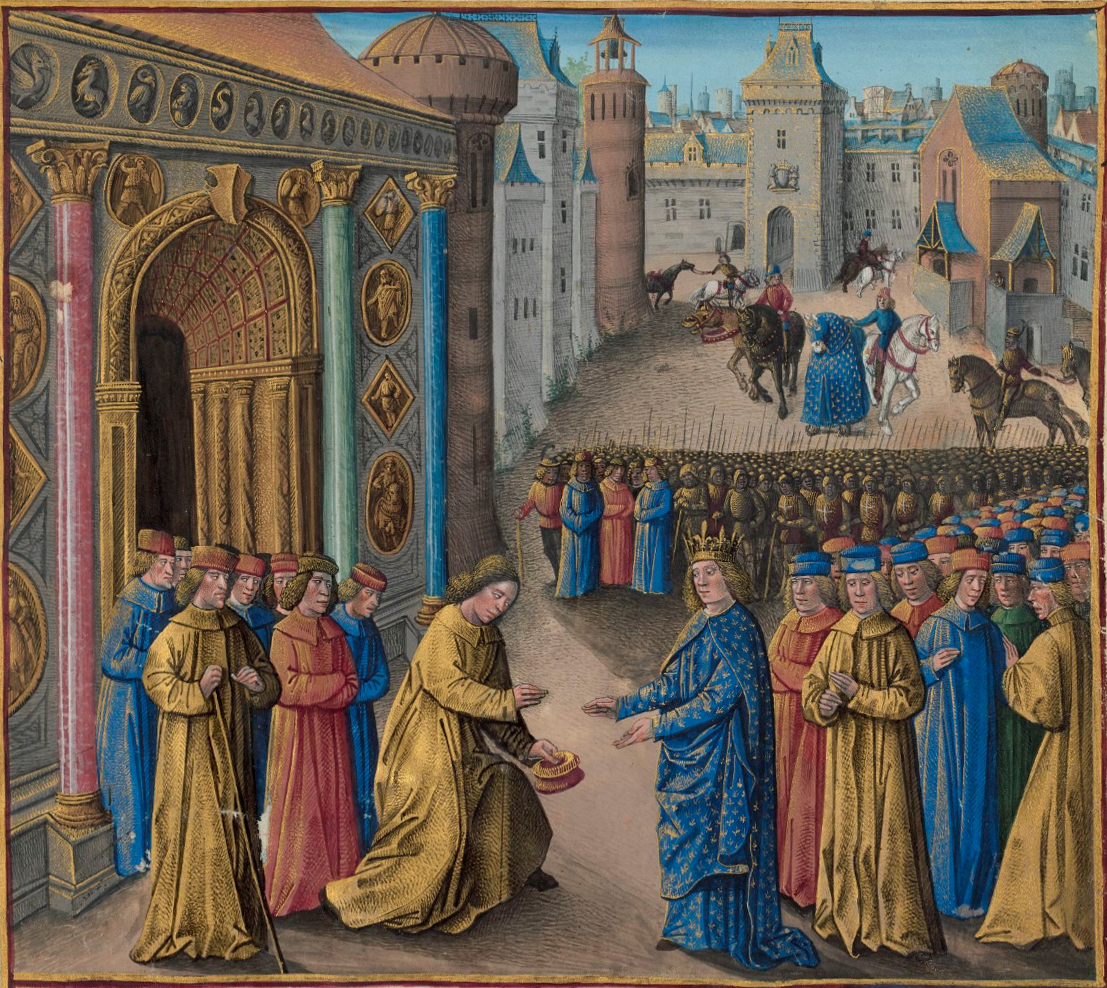
Raymond de Poitiers accueillant Louis VII à Antioche, d'après une enluminure de Jean Colombe pour Les Passages d'oultre mer de Sébastien Mamerot, vers 1473-1474.

Pendant la deuxième croisade, Louis VII, roi des Francs et sa femme Aliénor d'Aquitaine, nièce de Raymond, s'arrêtent à Antioche, en mars 1148. Raymond cherche à les inciter à prendre Alep, Hama et Césarée (de Syrie) avant de descendre vers Jérusalem. En effet les projets de Raymond sont très clairs : la reconquête d'Édesse, dont la perte a déclenché la croisade. La survie d'Antioche dépend de l'arrière- pays sans cesse menacé par les Turcs. Contre toute attente, Louis VII refuse, préférant poursuivre son pèlerinage. Raymond et sa nièce sont si proches, dit-on, que Louis en prend ombrage. Certains chroniqueurs, notamment Jean de Salisbury et Guillaume de Tyr, qui ne sont pas des témoins directs, insinuent même, par la suite, la possibilité d'une infidélité de la reine. Guillaume de Tyr se place cependant sur un plan purement politique. Ce sont en effet, selon lui, les ambitions personnelles de Raymond qui sont à l'origine de l'incident d'Antioche. Eudes de Deuil, témoin direct en tant que chapelain de la croisade, arrête son récit exactement à la date d'arrivée à Antioche. Ces positions ont depuis été très nuancées par les médiévistes, notamment par Jean Flori. Aliénor se range à l'avis de son oncle et menace Louis VII de faire annuler leur mariage et de demeurer à Antioche, si le secours de la croisade est refusé à Raymond. Louis se résout à emmener Aliénor de force, sur les conseils de son entourage. Les époux sont néanmoins réconciliés par le pape Eugène III à Tusculum, en octobre 1149. Leur seconde fille naît en 1150. Cependant le mariage est annulé, pour cause de consanguinité, en mars 1152. Aliénor épouse en secondes noces, le 18 mai 1152, Henri Plantagenêt, le futur roi d'Angleterre.
Le 29 juin 1149, abandonné par les croisés, Raymond est tué à la bataille d'Inab, en défendant sa principauté contre Nur ad-Din. Sa tête et son bras droit sont envoyés par le vainqueur au calife de Bagdad,. Raymond est décrit par Guillaume de Tyr comme « un seigneur d'ascendance très noble, de figure grande et élégante, le plus beau des princes de la terre, un homme d'une conversation et d'une affabilité charmante », fort dans le maniement des armes et dans l'expérience militaire, « protecteur des lettres bien qu'illettré », un croyant sincère et un mari fidèle, mais une personnalité entêtée, colérique et peu raisonnable.

## Postérité
De son mariage avec Constance d'Antioche, naissent:
- Bohémond III († 1201), prince d'Antioche ;
- Marie (1145 † 1182), mariée en 1161 à l'empereur Manuel Ier Comnène († 1180) ;
- Philippa (v.1148 † 1178), mariée à Onfroy II de Toron († 1179) ;
- Baudouin († 1176), tué pendant la bataille de Myriokephalon ;
- Raymond († avant 1181)[15].